# 에우겐 샤우만
에우겐 샤우만(스웨덴어: Eugen Schauman: 1875년 5월 10일 ~ 1904년 6월 16일)은 핀란드의 민족주의자, 귀족으로 핀란드 총독 니콜라이 보브리코프를 암살했다.
샤우만은 러시아 제국(현재의 우크라이나) 하르키우에서 스웨덴어 사용자 핀란드인 발데마르 샤우만과 엘린 마리아 샤우만 슬하에 태어났다. 부친 발데마르 샤우만은 러시아 제국 육군 중장이었고 핀란드 대공국 추밀원과 원로원 의원이었다. 1873년생 손윗형제 라파엘과 1877년생 손아랫누이 시그리드가 있었다.
어렸을 적 샤우만의 모친이 그에게 요한 루드비그 루네베리의 《스톨 소위 이야기》를 들려주어 그가 어려서부터 애국주의에 눈떴다는 풍문 수준의 이야기가 있다. 이는 부친의 직업상 먼 곳을 돌아다녀야 했던 그의 성장과정과 엮여 그가 고국을 그리웠다는 식으로 변주된다.
어른이 된 샤우만은 핀란드 원로원에서 사무원으로 일했고, 헬싱키의 학교에서 사격술을 배웠다. 샤우만이 배운 사격술 과정은 나중에 백위병 훈련 과정이 되었다.
보브리코프 총독은 핀란드인을 러시아에 동화시키려는 정책으로 증오의 대상이 되고 있었으며, 샤우만 외에도 여러 민족주의자들이 그를 죽이려고 벼르고 있었다. 본래 다른 독립운동가들이 보브리코프를 죽이려고 했으나 샤우만이 그들이 나서기 전에 자신에게 2주만 달라고 설득시켰다.
1904년 6월 16일, 샤우만은 원로원 청사로 들어와 2층으로 올라오는 총독에게 FN M1900을 세 발 쏘고 자신의 가슴에 두 발을 쏘아 자살했다. 발사한 총탄은 특수 제작한 폭발탄이었다. 샤우만은 즉사했고, 보브리코프는 세 발 중 두 발은 훈장에 맞았으나 나머지 한 발이 복부를 헤집어 치명상을 입었다. 보브리코프는 헬싱키 외과병원으로 실려갔으나 하루를 겨우 넘기고 죽었다.
샤우만은 핀란드 민중을 대신하여 보브리코프를 처단했다며 자신의 행위를 정당화하는 유언장을 써 두었다. 또한 그는 유언장에서 차르에게 제국 전체의 대국적 문제, 특히 폴란드와 발트해 방면에 신경을 쓰라는 말을 남기고, 자신의 행위는 철저히 단독 범행이며 자신의 가족들은 연관이 없다고 썼다.
샤우만의 시체는 헬싱키 말미 묘지에 묻혔고 아무 표시 없는 묘비가 세워졌다. 이후 정치적 상황에 의해 포르보의 샤우만 가 가족묘로 이장되었고 무덤 위에 기념비가 세워졌다.
샤우만은 핀란드의 항러 저항운동의 상징이 되었으며 오늘날에도 많은 핀란드인들이 그를 영웅으로 생각한다. 2004년 위대한 핀란드인 조사에서는 34위에 올랐으며 핀란드 정부청사 복도에는 “그는 조국에 자신을 바쳤다(Se Pro Patria Dedit)”라는 내용의 기념판이 설치되어 있다.

## 사진

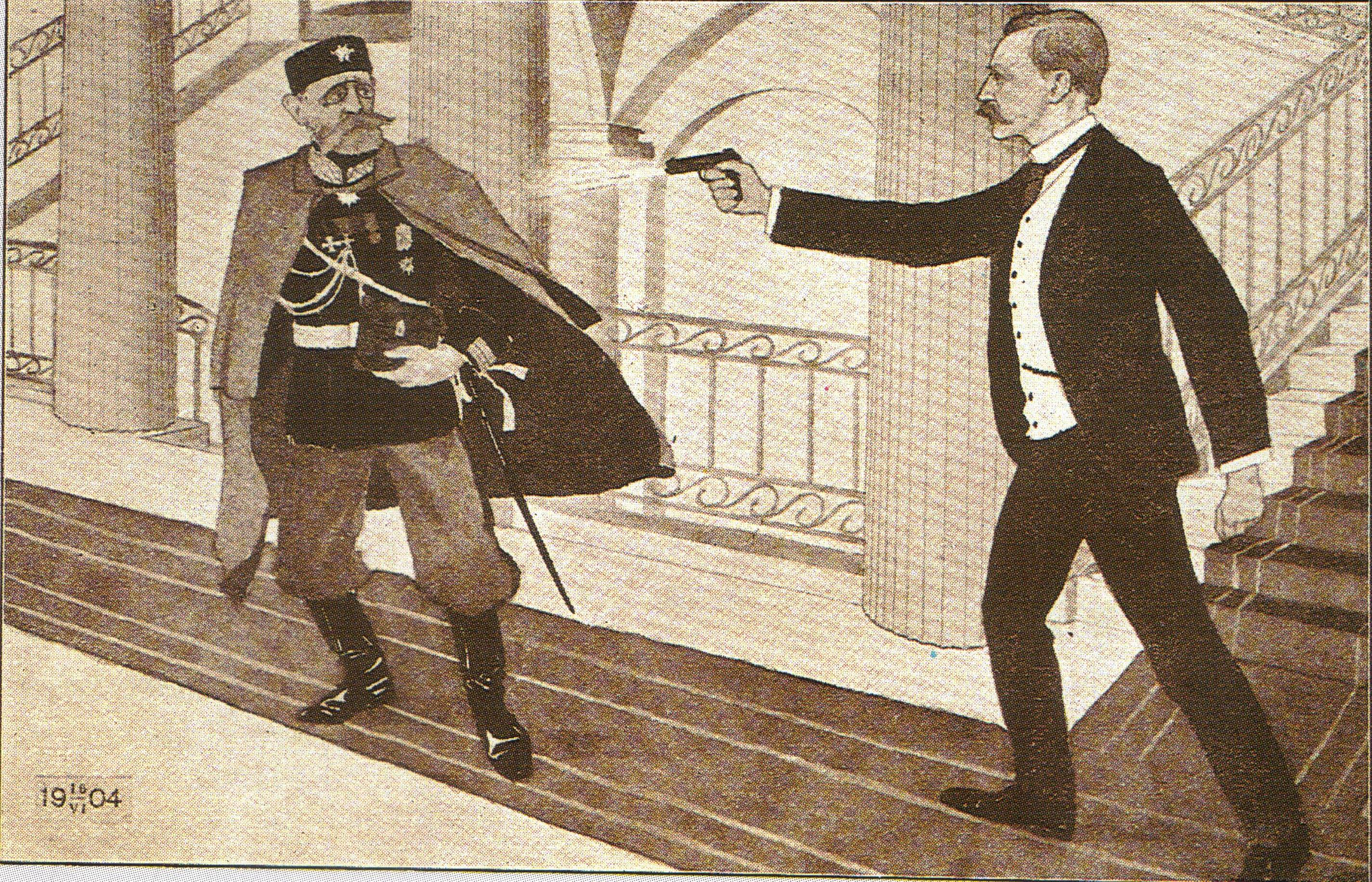
에우겐 샤우만이 니콜라이 보브리코프를 암살하는 모습을 묘사한 삽화
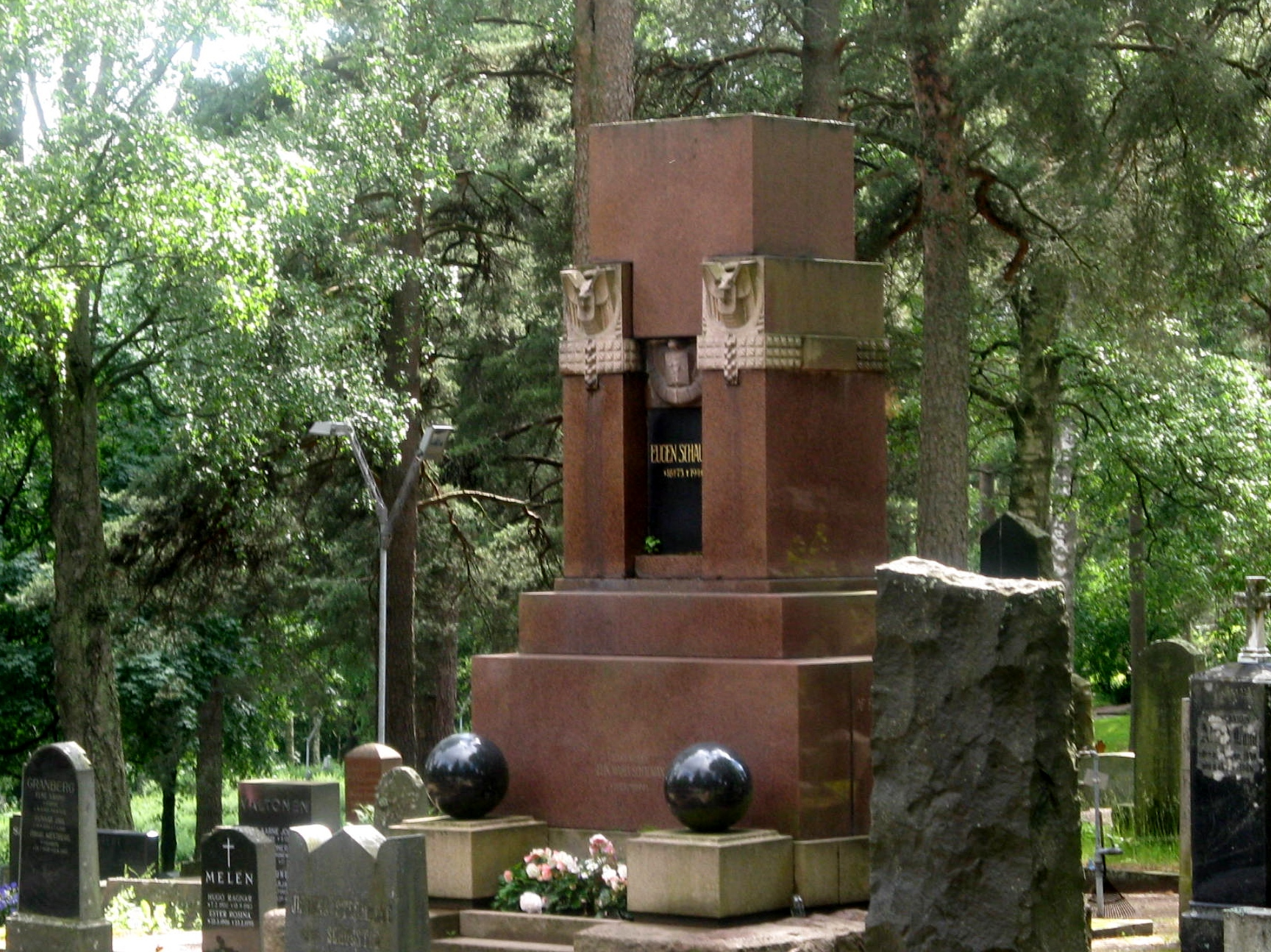
에우겐 샤우만의 무덤